# Bienenstichfall
Unter dem Namen Bienenstichfall wurde ein am 17. Mai 1984 ergangenes Urteil des deutschen Bundesarbeitsgerichts (BAG) bekannt (Az. 2 AZR 3/83). In ihm wurde durch die höchste arbeitsgerichtliche Instanz in Deutschland entschieden, dass bei Diebstahl gegen den eigenen Arbeitgeber eine fristlose Kündigung durch diesen selbst dann zulässig sein kann, wenn die gestohlene Sache nur geringen Wert hat.

## Sachverhalt
Eine Angestellte war von ihrem Arbeitgeber nach Zustimmung des Betriebsrats fristlos entlassen worden, weil sie sich ein Stück Bienenstichkuchen, das zum Verkauf vorgesehen war, aus der Kuchentheke genommen und verzehrt hatte, ohne es zu bezahlen.
Dagegen hatte die Angestellte zunächst erfolgreich (1. Instanz: ArbG Essen – 22. Juni 1982 – AZ: 6 Ca 1125/82) geklagt und den Fortbestand des Arbeitsverhältnisses erreicht. Das Arbeitsgericht hielt wegen des geringen entstandenen Schadens eine fristlose Kündigung nicht für gerechtfertigt.
Der Arbeitgeber war dann in der Berufung (2. Instanz: LAG Düsseldorf – 1. Dezember 1982 – AZ: 12 Sa 1311/82) erfolgreich mit seinem Antrag, die fristlos ausgesprochene Kündigung in eine fristgerechte umzudeuten.
Gegen das LAG-Urteil legten beide Parteien Revision beim BAG ein. Dieses ließ beide Revisionen zu. Zwar wurde die Sache zur Entscheidung über die fristlose Kündigung an das Berufungsgericht zurückverwiesen. Dennoch sind der Urteilsbegründung grundsätzliche Rechtspositionen des BAG zu entnehmen.

## Rechtsgrundlage für fristlose Kündigungen
Eine fristlose Kündigung ist nach deutschem Recht zulässig, wenn
- für sie ein wichtiger Grund vorliegt,
- die Umstände des Einzelfalls gewürdigt und
- die Interessen von Arbeitnehmer und Arbeitgeber gegeneinander abgewogen wurden

und danach die Fortsetzung des Dienstverhältnisses nicht mehr zumutbar ist (§ 626 BGB).

## Rechtsauffassung des Bundesarbeitsgerichts
Der Diebstahl an sich erfüllt unabhängig vom Wert der gestohlenen Sache das Kriterium des Rechtsbegriffs des wichtigen Grundes im Sinne von § 626 BGB. Diebstahl kann – allerdings immer unter Berücksichtigung des Einzelfalls und nach Interessenabwägung beider Parteien – eine fristlose Kündigung selbst dann rechtfertigen, wenn die gestohlene Sache nur einen geringen Wert hat.
Ob die Höhe des entstandenen Schadens tatsächlich auch nach Abwägung der Umstände des Einzelfalls und der Interessen beider Seiten die fristlose Kündigung rechtfertigte, war vom BAG in diesem Fall nicht zu entscheiden, da der Fall wegen der noch abzuschließenden Sachverhaltsaufklärung an das LArbG zurückverwiesen werden musste.